# 더 킬러스 게임
"더 킬러스 게임"(영어: The Killer's Game)은 2024년 개봉한 미국의 액션 코미디 영화이다. J. J. 페리가 감독을 맡았으며, 제이 보난싱가의 동명 소설이 영화의 원작이다.

## 출연

### 주연
- 데이브 바티스타 : 조 플러드 역
- 소피아 부텔라 : 메이즈 역

### 조연
- 테리 크루즈 : 크레이튼 러브달 역
- 스캇 애드킨스 : 앵거스 매켄지 역
- 마르코 자로 : 에밀리오 '엘 보타스' 역
- 폼 클레멘티프 : 앙투아네트 역
- 벤 킹슬리 : 즈비 라비노비츠 역